# Christoph von Degenfeld-Schonburg

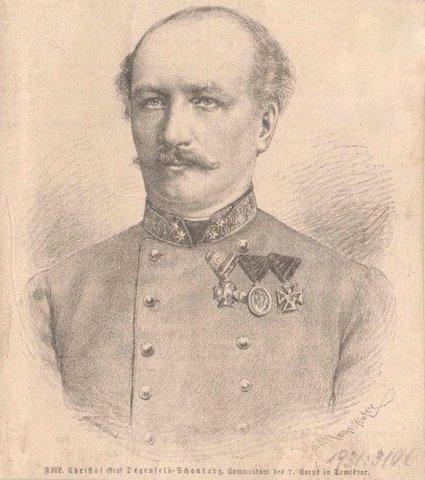
Christoph Graf von Degenfeld-Schonburg

Christoph Graf von Degenfeld-Schonburg (* 3. Mai 1831 in Mainz; † 14. März 1908 in Görz) war k.k. General der Kavallerie, Kommandierender General im Banat und Festungskommandant von Temeswar. Ebenso war er k.k. Wirklicher Geheimrat und Kämmerer.

## Leben
Christoph Graf von Degenfeld-Schonburg entstammte dem Geschlecht der Grafen von Degenfeld-Schonburg. Sein Vater August Franz Johann Christoph Graf von Degenfeld-Schonburg war ein österreichischer Feldzeugmeister und seine Mutter Elizabeth Watson of Clonbrogan and Bossana war die Tochter eines irischen Esquire.
1848 nahm er an der Einnahme von Wien und 1866 am Krieg gegen Preußen teil. Im Jahr 1876 wurde er zum Feldmarschallleutnant ernannt, 1882 mit dem Militärkommando des Banats und 1883 mit dem Kommando des 7. Korps in Temeswar betraut.
Vom 8. April 1882 bis zum 1. März 1889 war Degenfeld-Schonburg Kommandierender General im Banat, ab 1882 Inhaber des Infanterieregiments Nr. 83 und ab 1887 General der Kavallerie. Degenfeld-Schonburg trat 1889 in den Ruhestand. Im Zuge seiner Pensionierung wurde er zudem für seine Dienste mit dem Großkreuz des Leopold-Ordens ausgezeichnet.
In erster Ehe war er mit der verwitweten Helene Markgräfin Pallavicini (1834–1883) verheiratet, die dem alten ungarischen Adelsgeschlecht der Zichy von Zich und Vásonkeő entstammte. Nach deren Tod am 12. Juli 1883 heiratete er in zweiter Ehe am 7. April 1885 in Brynnek die gebürtige Breslauerin Alice Margaretha Rosenthal (1863–1944), Tochter des Rentiers Albert Rosenthal und dessen Ehefrau Pauline geb. Cassirer.

## Werke
- Die Manöver des k.k. 7. Corps und der zugeteilten k. ungarischen Landwehrtruppen im Jahre 1884. Wien 1885[3]